# Mizuho (Gifu)
Mizuho (jap. 瑞穂市, -shi) ist eine Stadt in der japanischen Präfektur Gifu.

## Geographie
Mizuho liegt westlich von Gifu und östlich von Ōgaki.

## Geschichte
Die Stadt Mizuho wurde am 1. Mai 2003 aus der Vereinigung der Gemeinden Hozumi (穂積町, -chō) und Sunami (巣南町, -chō) des Landkreises Motosu gegründet.

## Verkehr
- Straße:
  - Nationalstraße 21: nach Mizunami und Maibara
- Zug:
  - JR Tōkaidō-Hauptlinie: nach Tokio und Kōbe
  - Tarumi Railway Tarumi-Linie

## Weblinks

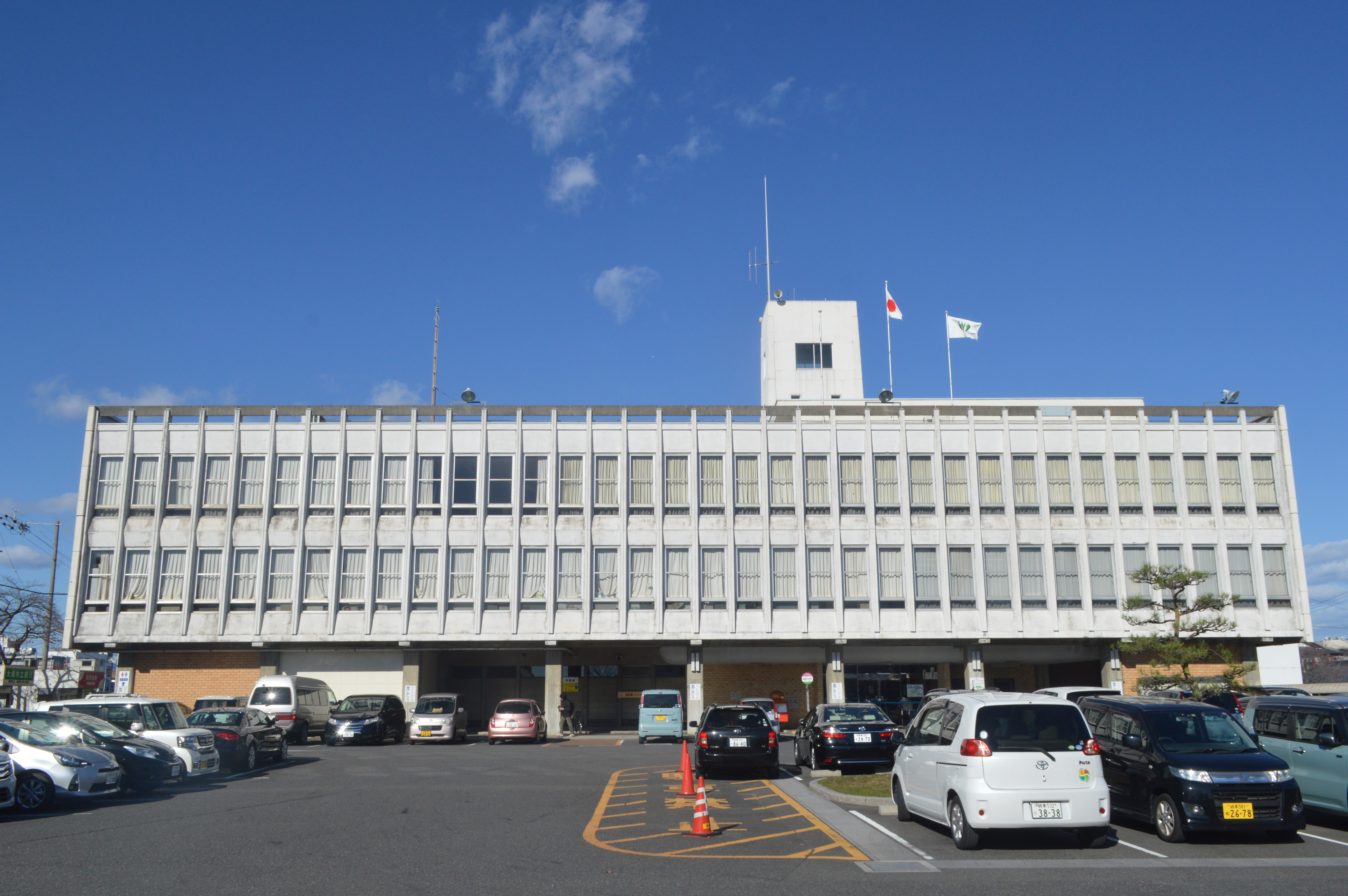
Rathaus Mizuho

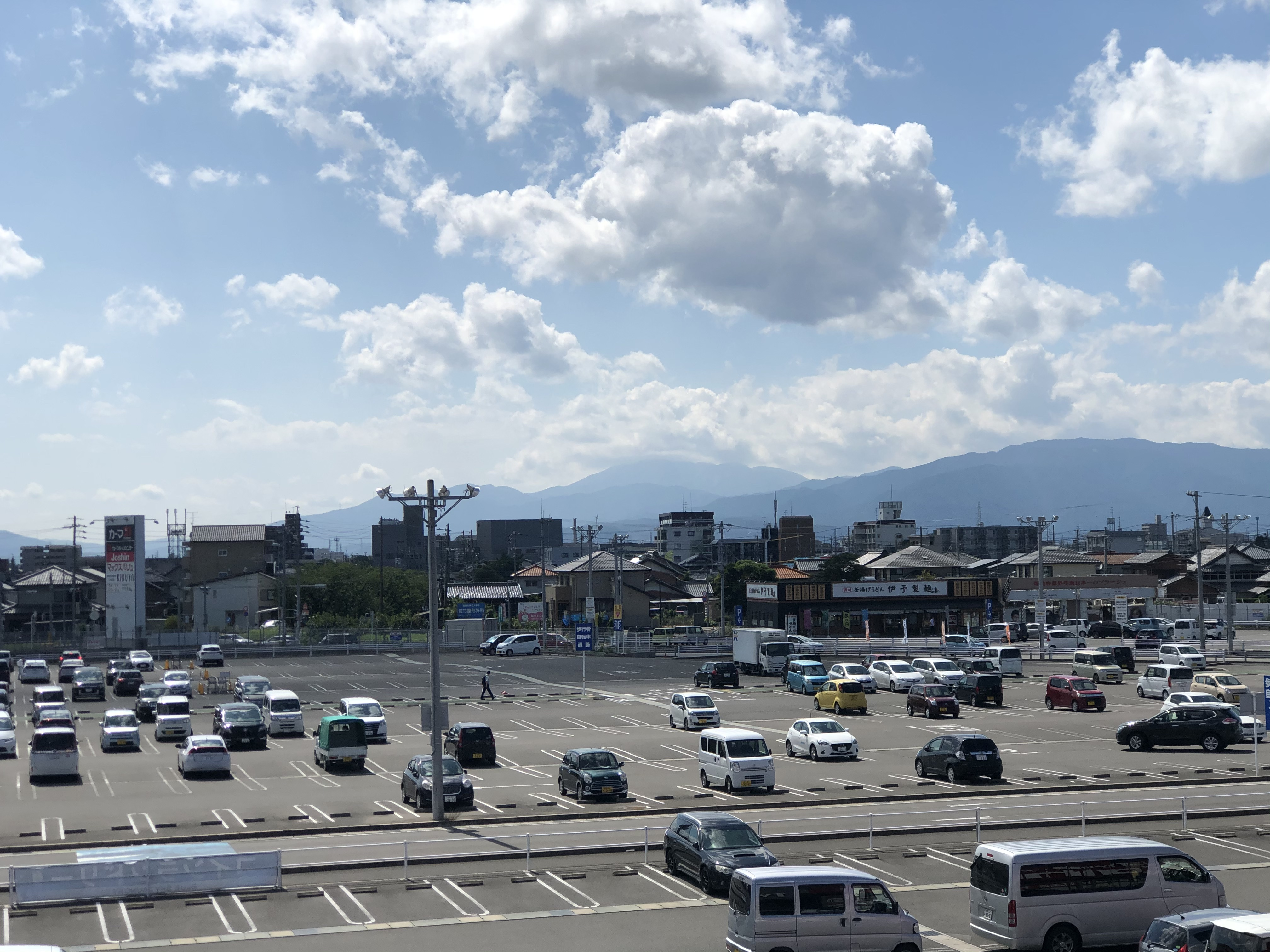
Stadtgebiet rund um das Rathaus von Mizuho

## Angrenzende Städte und Gemeinden
- Gifu
- Ōgaki
- Motosu